# Пројекат за пријављивање организованог криминала и корупције
Пројекат за пријављивање организованог криминала и корупције (енгл. Organized Crime and Corruption Reporting Project, OCCRP), основан је 2006. године као конзорцијум истраживачких центара, медија и новинара који делују у источној Европи, Кавказу, Централној Азији и Централној Америци. ОЦЦРП је једина стална истраживачка организација која се бави организованим криминалом и корупцијом. Своје приче објављује путем локалних медија на енглеском и руском језику преко своје интернет странице. Током 2017. године, НВО саветник ју је сврстао на 69. место у свету на својој годишњој листи од 500 најбољих невладиних организација (НВО).

## Историја
ОЦЦРП су основали новинари ветерани Дру Саливан и Пол Раду. Саливан је био уредник Центра за истраживачко новинарство (ЦИН), а Раду је претходно радио при Румунском центру за истраживачко новинарство. Овај двојац се удружио са колегама у региону око приче о трговцима енергијом. Пројекат је показао да су трговци куповали електричну енергију по нижим ценама производње, док је јавност плаћала много веће износе. Пројект је 2007. године освојио прву награду  коју додељује Глобална мрежа истраживачког новинарства. Раду и Саливан су схватили да је потребно омогућити више међународног истраживачког новинарства и покренуо ОЦЦРП са грантом Фонда за демократију Уједињених нација.
ОЦЦРП је био рани резултат удруженог, међународног истраживачког новинарства од стране непрофитних новинарских организација, метод који добија признање у Сједињеним Државама и Европи. Овај конзорцијум је партнер Арапских репортера за истраживачко новинарство (АРИЈ) у Јордану, организације Connectas у Колумбији, Афричке мреже центара за истраживачко новинарство у Јужној Африци, InsightCrime у Колумбији и Међународног конзорцијума истраживачких новинара (ИЦИЈ) у Вашингтону. Радио је са стотинама новинских организација, укључујући Гардијан, Фајненшал тајмс, Le Soir, Би-Би-Си, Тајм, Al Džazira и другим великим медијима.

## Залагање

### Истраживања
Пројекат је био укључен у бројне истраге високог профила, укључујући истраживање офшор услуга, власништво над организованим криминалом у фудбалским клубовима, коцкарницама и сигурносној индустрији. Током 2013, открио је нове доказе у случају Магницки, највеће пореске преваре у руској историји, и показао да су средства украдена из руске ризнице завршила у компанији која је сада у власништву сина бившег московског министра транспорта. Део новца је коришћен за куповину некретнина у близини Вол стрита. Амерички тужиоци су од тада захтевали заплену имовине компаније у вредности од 18 милиона долара.
Радећи са шведском телевизијом СВТ и новинском агенцијом ТТ, открио је да су шведско-фински телекомуникацијски гигант ТелиаСонера (сада Телиа), Вимпелком и друге телефонске компаније платиле око 1 милијарду долара мита за компаније које контролише Гулнара Каримова, кћи председника Узбекистана Ислама Каримова. Више од 800 милиона долара у имовини је заплењено или замрзнуто од стране полиције након овог скандала. Вимпелком је платио 775 милиона долара новчане казне за свој део мита. Прича је освојила бројне међународне награде.
ОЦЦРП је радио на пројекту „Панамски папири” са Међународним конзорцијумом истраживачких новинара и Судојче Цајтунгом, где су произвели више од 40 прича о корупцији путем коришћења офшор ентитета, укључујући и то како су пријатељи блиски руском председнику Владимиру Путину примали велике суме новца путем офшор компанија, како је председник Азербејџана Илхам Алијев био власник већине рударске индустрије своје земље преко офшор компанија и како је украјински председник Петро Порошенко прекршио украјински закон и избегао плаћање пореза користећи офшор компаније.
Пројекат је такође истраживао покушај атентата на руског банкара, што је навело молдавску владу да забрани проруску политичку странку Патриа на изборима 2014. године и довело до тога да лидер странке побегне из земље. Такође је откривено организовано прање новца, „Руска перионица рубља”, која је пребацила десетине милијарди долара у Европу користећи офшор компаније, лажне кредите и подмићене молдавске судије. Неке од руских банака које су укључене биле су делимично у власништву Игора Путина, рођака руског председника Владимира Путина.
Извештавао је и о дугогодишњем црногорском председнику и премијеру Милу Ђукановићу што је довело до уличних демонстрација, позива на његову смену и интензиван надзор од стране Европске уније и НАТО-а по питању црногорских захтева за чланство. Две серије истраживања су разматрале везе између Ђукановића и организованог криминала. Једна серија пратила је председникову породичну банку, Прву банку, и како ју је председник јефтино приватизовао под власништво свог брата, пребацио огромне државне фондове у банку, а потом позајмио новац својој породици, пријатељима и организованом криминалу по веома повољним условима. Када је банка пропала под теретом ових лоших кредита, председник ју је спасио новцем пореских обвезника. Централна банка је саопштила да је влада лагала о отплати зајма, тако што је једноставно пребацивала средства изнова и изнова и тврдила да је кредит отплаћен. Друга серија испитивала је како председник преко својих запослених одржава блиске везе с међународним трговцима дрогом као што је Дарко Шарић, до те мере да су општине под контролом председникове странке готово бесплатно доделиле ексклузивна приморска имања траженом злочинцу. Такође је доказано како је италијанска мафија кријумчарила цигарете у Италију са острва на обали Црне Горе у власништву његовог доброг пријатеља Станка Суботића и под контролом његовог шефа обезбеђења.
Дру Саливан је рекао да се филипински председник Родриго Дутерте „подсмева владавини закона у својој земљи. Иако он није типични корумпирани вођа, он је на иновативан начин оснажио корупцију. Његови одреди смрти наводно су се фокусирали на криминалце, али нису толико дискриминишући. Он је оснажио силеџијски систем опстанка најжешћих, а на крају су Филипини постали корумпиранија, окрутнија и мање демократска држава.”

### НаградаЛичност године
Од 2012, ОЦЦРП је доделио награду „Личност године” која препознаје појединца који је учинио највише на свету у циљу унапређења организоване криминалне активности и корупције.
- 2012 - Илхам Алијев, председник Азербејџана - Остали кандидати: Насер Келменди, Мило Ђукановић, Владимир Путин, Мирослав Мишковић, Ислам Каримов, Дарко Шарић[14]
- 2013 - Парламент Румуније - Остали кандидати: Дарко Шарић, Гулнара Каримова[15]
- 2014 - Владимир Путин, председник Руске Федерације - Други кандидати: Виктор Орбан, Мило Ђукановић[16]
- 2015 - Мило Ђукановић, премијер Црне Горе - Други кандидати: Прва породица Азербејџана, Никола Груевски[17]
- 2016 - Николас Мадуро, председник Венецуеле - Остали кандидати: Родриго Дутерте, Башар ел Асад, ИСИС, Раул Кастро/Луис Алберто Родригес, Владимир Путин[13]
- 2017 - Родриго Дутерте, председник Филипина - Остали кандидати: Џејкоб Зума, Роберт Мугабе[12]

## Дневне новости
Интернет страница организације свакодневно пружа информације о наводним случајевима корупције и организованог криминала широм света, који досежу 6 милиона посетилаца сваког месеца.

## Мисија
Циљ ОЦЦРП-а је да помогне људима широм света да схвате како организовани криминал и корупција функционишу у њиховим земљама и владама. Организација не припада ниједној земљи, политичкој филозофији или скупу веровања, осим да би свима требало омогућити да сами бирају своје владе и воде свој живот у сигурности, слободи и могућностима. Репортери и уредници долазе из десетина земаља.
Изјава мисије ОЦЦРП-а гласи: „Наш свет је све више поларизован. Светски медијски канали су препуни пропаганде, дезинформација и једноставно погрешних информација. Сви морамо да покушамо да схватимо како функционише наше све комплексније друштво. Морамо бити у стању да пронађемо истину како бисмо могли да донесемо исправну одлуку. Ми смо посвећени на наш мали начин да кажемо истину најбоље што можемо."
ОЦЦРП је постао једна од највећих истраживачких организација на свету, која годишње генерише више од 60 међународних истрага. Веб сајтови ОЦЦРП Мреже обавештавају више од 6 милиона читалаца и гледалаца сваког месеца, а 200 милиона других читалаца и гледалаца има приступ преко секундарних медија који објављују његове чланке. Све већи утицај извештаја ОЦЦРП-а показује да када довољно људи поседује праву врсту информација, они могу донети праву врсту промене.
Организација такође обучава новинаре и партнере у напредним техникама новинарства, гради практичне алате високе употребе који се користе за побољшање ефикасности извештавања и објављивања и активно унапређује истраживачко новинарство како би било интерактивније, ефикасније, ефектније и релевантније за читаоце.

## Утицај
Од 2009, извештавање ОЦЦРП-а довело је до:
- 4,2 милијарде америчких долара у имовини која је замрзнута или одузета од стране влада.[19]
- 55 кривичних истрага покренутих као резултат његових извештаја.[19]
- 25 позива на деловање цивилних или међународних тела.[19]
- 115 издатих налога за хапшење, са 7 потерница за бегунцима.[19]
- 12 значајних оставки, укључујући председника, премијера и директоре главних међународних корпорација.[19]
- Преко 1.300 затварања предузећа и судских одлука.[19]

Организација је вратила више од 56.000% владама путем заплена и новчаних казни, што је готово нечувен успех.

## Чланови
Партнерски центри укључују: Центар за истраживачко новинарство (Босна и Херцеговина) (ЦИН) у Сарајеву, RISE пројекат у Букурешту, Центар за истраживачко новинарство - Србија (ЦИНС) у Београду, истраживачки новинари Јерменије (HETQ) у Јеревану, Бугарски центар за истраживачко новинарство у Софији, Átlátszó.hu у Будимпешти, Мрежа за афирмацију невладиног сектора у Црној Гори, Re:Baltica у Риги, Центар за истраживачко новинарство у Скопљу, Bivol.bg у Бугарској,  у Украјини, Чешки центар за истраживачко новинарство у Прагу и RISE Moldova у Кишињеву међу осталима. Такође је у партнерству са Новая газета у Москви и Kyiv Post у Кијеву. Нови партнерски центри додани су ОЦЦРП мрежи између 2015. и 2016. године, укључујући Пројекат истраживачког извештавања Италија (ИРПИ), Direkt36 у Мађарској,  у Украјини и DOSSIER у Аустрији.
Од 2017. године ОЦЦРП се проширио на Африку, Блиски исток и Средњу Азију. Прва средњоазијска чланица ОЦЦРП-а је Kloop у Киргистану.
Његова матична организација је Мрежа за развој новинарства, непрофитна организација са седиштем у Мериленду која управља организацијом у име центара чланица. Румунски новинар Паул Кристијан Раду је извршни директор, а амерички новинар Дру Саливан је уредник пројекта.

## Финансирање и партнерства
ОЦЦРП је подржан од стране донација Агенције Сједињених Америчких Држава за међународни развој (УСАИД), Међународног центра за новинаре (ИЦФЈ), Америчког државног секретаријата, Швајцарске конфедерације, Фондација за отворено друштво (ОСФ), Гугл Идеја и Витешке фондације.
Мрежа ОЦЦРП такође има пројекте и програме који се делимично финансирају или раде у партнерству са другим организацијама, укључујући Међународни конзорцијум истраживачких новинара (ИЦИЈ), Стокхолмску школу економије, Арапске репортере за истраживачко новинарство (АРИЈ), и Афричку мрежу центара за истраживачко новинарство (АНЦИР).
ОЦЦРП је регистровано име Мреже за развој новинарства, добротворне организације са седиштем у Мериленду (501(ц)3).

## Награде и признања
ОЦЦРП је једна од најнаграђенијих медијских организација у непрофитном медијском сектору. Освојила је посебну награду Европске награде за штампу за 2015. годину за свој рад, а судије су рекле да је "ОЦЦРП несумњиво мотивисана, одлучна снага за добро свуда где делује. Њени чланови се не обогаћују, али друштва којима служе су богатија и чистија, што само истинито, независно новинарство може пружити."
Добитник је награде за истраживачке новинаре и уреднике за 2015. Том Реннер за пројекат "Пројекат Хадиџа", иницијативу за наставак рада ухапшене новинарке ОЦЦРП Хадиџе Исмаилове. Три године је био финалиста за награду Даниел Перл за изузетно међународно истраживачко новинарство Међународног конзорцијума истраживачких новинара. Био је финалиста 2010. године за свој пројекат о илегалној трговини документима. Добитник је награде Даниел Перл 2011 за свој пројекат "Офшор Криминал", низ прича које документују офшор пореска уточишта, криминалце који их користе и милионе долара изгубљеног новца од пореза. Поново је финалиста 2013. године за своју причу о међународном картелу за прање новца који се зове Прокси платформа. Освојио је награду Global Shining Light 2008. за истраживачко извештавање под принудом за своју серију о трговцима енергијом. ОЦЦРП је био двоструки финалиста за исту награду 2013. године за своје приче о првој породици црногорске банке, "Прва породица, прва банка". Освојио је награду за своје приче о власништву прве породице Азербејџана над великим компанијама у тој земљи. У партнерству са Међународним конзорцијумом истраживачких новинара за пројекат кријумчарења дувана који је освојио награду Overseas Press Club и Том Реннер награду за истраживачке репортере и уреднике, за извештавање о криминалу. Награда онлајн новинарства за истраживачко извештавање о малом веб сајту и награда СЕЕМО за организацију медија за југоисточну Европу за 2013. годину са Центром за истраживачко новинарство (Босна и Херцеговина) за причу о преварама у котларници.

## Контроверзе

### Новинар Хадиџа Исмаилова
ОЦЦРП и новинарка Радија Слободна Европа Хадиџа Исмаилова, са седиштем у Бакуу, Азербејџан, постали су познат случај, када су је уцењивала непозната лица са снимком из њене спаваће собе користећи камеру уграђену у зид. Камера је постављена два дана након што је ОЦЦРП објавио причу Исмаилове о председничкој породици у Азербејџану и како је тајно поседовала „Азерфон”, компанију за мобилну телефонију с монополском 3Г лиценцом. Белешка је претила да ће показати видео снимке ако Исмаилова не заустави свој рад. Она је одбила, а видео снимци су приказани на најмање два сајта. Исмаилова се жалила да тужиоци не раде довољно на откривању кривца за које се сматра да су били из владе Азербејџана.
После овог инцидента, Исмаилова је објавила чланке који показују да је прва породица такође поседовала деонице у шест великих златних поља и да су поседовали једну од грађевинских компанија које су изградиле нову изложбену Кристалну салу у Бакуу, која је била локација Евровизије 2012. Државни тужиоци су је у децембру 2014. године притворили по оптужбама да је подстицала колегу новинара да изврши самоубиство тако што му је ускратила шансу да се врати на посао у Радио Слободна Европа, упркос чињеници да није имала ауторитет за запошљавање. Новинар је касније повукао своје изјаве на свом Фејсбук профилу и покушао да побегне у Москву. Њено хапшење је широм света критиковано од стране десетина влада, медија и организација цивилног друштва.
ОЦЦРП је започео пројекат Хадиџа, истраживачки извештај о наставку рада Исмаилове. Уредник Дру Саливан, када је покренуо пројекат, рекао је да ако владе ухапсе једног истражитеља, двадесет других новинара ће заузети њихово место. Они су обећали да ће погледати политичку елиту у Азербејџану и како су материјално имали користи од својих високих позиција. ОЦЦРП је урадио више од десет великих истраживања, укључујући и неке који су анализирали Панамске папире. ОЦЦРП је установио да је прва породица Азербејџана имала некретнине у вредности више од 140 милиона долара у елитном делу Лондона, власништво над великим делом луксузних хотела и банкарских послова у Бакуу, добила је више од милијарду долара од мита од телеком компанија и друге приче.
Исмаилова је пуштена из затвора 25. маја 2016. године.